# Пали (Об)
Пали́ (фр. Pâlis) — упразднённая коммуна во Франции, находится в регионе Шампань — Арденны. Департамент — Об. Входит в состав кантона Марсийи-ле-Эйе. Округ коммуны — Ножан-сюр-Сен. 1 января 2016 года вошла в состав новой коммуны Экс-Вильмор-Пали.
Код INSEE коммуны — 10277.
Коммуна расположена приблизительно в 120 км к юго-востоку от Парижа, в 90 км юго-западнее Шалон-ан-Шампани, в 27 км к западу от Труа.

## Население
Население коммуны на 2008 год составляло 603 человека.
| 1962 | 1968 | 1975 | 1982 | 1990 | 1999 | 2008 |
| ---- | ---- | ---- | ---- | ---- | ---- | ---- |
| 550  | 602  | 548  | 511  | 486  | 555  | 603  |

## Экономика
В 2007 году среди 362 человек в трудоспособном возрасте (15-64 лет) 270 были экономически активными, 92 — неактивными (показатель активности — 74,6 %, в 1999 году было 62,7 %). Из 270 активных работали 241 человек (130 мужчин и 111 женщин), безработных было 29 (14 мужчин и 15 женщин). Среди 92 неактивных 20 человек были учениками или студентами, 40 — пенсионерами, 32 были неактивными по другим причинам.

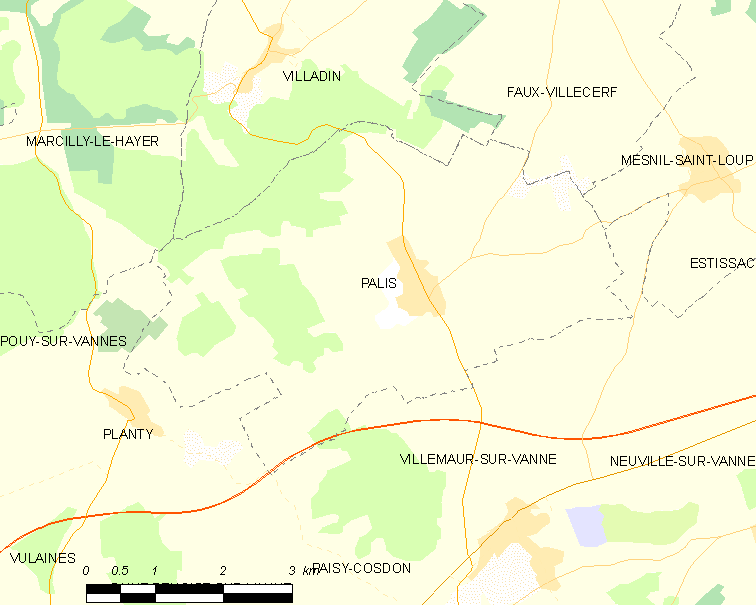
Карта коммуны